# Marcelino de Almeida Lima
Marcelino de Almeida Lima (Horta, 12 de Março de 1868 — Lisboa, 22 de Janeiro de 1961) foi um jornalista, romancista e historiógrafo açoriano, autor dos Anais do Município da Horta e de vasta bibliografia sobre a ilha do Faial.

## Biografia
Marcelino Lima nasceu na cidade da Horta, onde frequentou a instrução primária, ingressando em 1879 no Liceu da Horta. Empregou-se como funcionário dos Correios e Telégrafos, atingindo o posto de chefe da Estação Telégrafo-Postal da Horta.
Ingressou muito cedo nas lides jornalísticas, pois com apenas 17 anos de idade já dirigia, com Júlio Lacerda, o semanário literário da ilha do Faial intitulado O Bibliófilo, fundado a 31 de Maio de 1885.
Dirigiu também, e foi redactor principal, da Revista Faialense, um semanário literário e desportivo fundado em 1 de Fevereiro de 1893, e da segunda série do semanário literário e noticioso O Faialense (1899), redigido em colaboração com Florêncio Terra e Rodrigo Guerra. Foi colaborador assíduo de múltiplos periódicos, com destaque para os jornais faialenses O Telégrafo, A Democracia, Correio da Horta e Arauto.
Embora mantivesse activa colaboração na imprensa periódica, a partir de finais da década de 1920 passou a dedicar-se a estudos históricos e genealógicos, com especial incidência sobre as questões relacionadas com as famílias e a história faialense.
Foi sócio fundador, e por várias vezes presidente, do Ginásio Clube (então grafado Gymnasio Club), agremiação fundada na cidade da Horta a 18 de Maio de 1880. Foi presidente da Sociedade Luz e Caridade e do Grémio Literário Faialense. Fez parte do grupo dramático António Baptista.
Apoiado na obra de Garcia do Rosário, publicou em 1922, uma genealogia das principais famílias faialenses, incluindo notas históricas sobre os seus principais membros. 
Fixou-se em Lisboa a partir de 1927, dedicando-se então ao estudo da história faialense. Quando a Câmara Municipal da Horta resolveu redigir os Anais do Município, um trabalho que andava em preparação há mais de meio século, resolveu, em sessão de 14 de Agosto de 1939, convidar Marcelino Lima para os redigir.
Marcelino Lima aceitou o convite, conseguindo levar a termo, em 1943, a elaboração dos Anais, naquela que e a sua obra de maior vulto.
Marcelino Lima faleceu em Lisboa, deixando inédita a obra Faial Letrado, uma listagem dos escritores faialenses. Foi um dos últimos intelectuais da excepcional elite faialense do fim do século XIX, que incluiu escritores e poetas como Florêncio Terra, Rodrigo Guerra, Manuel Zerbone, Manuel Garcia Monteiro, Manuel Joaquim Dias, Osório Goulart e Manuel Greaves. 
A cidade da Horta homenageia Marcelino Lima na sua toponímia, dedicando-lhe, por decisão da Câmara Municipal de 24 de Outubro de 1979, a artéria onde se encontra instalada a sede do parlamento açoriano.

## Obras publicadas
É autor, entre muita colaboração dispersa por jornais e revistas, das seguintes obras:
- 1903 — "Indústrias caseiras" in Álbum Açoriano. Lisboa: Editores Oliveira e Baptista: 455-458.
- 1920 — Francisco d’Utra de Quadros. Horta: Tip. Minerva Insulana.
- 1922 — Famílias faialenses: subsídios para a história da ilha do Faial. Horta: Tip. Minerva Insulana.
- 1931 — A loucura do ideal: miguelistas e liberais na ilha do Faial. Lisboa: Parceria António Maria Pereira.
- 1931 — Uma freira que pecou. Lisboa: Parceria António Maria Pereira.
- 1933 — Por causa de um ramalhete. Lisboa: Parceria António Maria Pereira.
- 1940 — A Discípula: novela histórica regionalista. Lisboa: Parceria António Maria Pereira.
- 1940 — "Faial e Pico – ilhas gémeas". In: Livro do Primeiro Congresso Açoriano. Lisboa: Casa dos Açores (com 2.ª edição: Ponta Delgada, Jornal de Cultura: 537-541).
- 1943 — Anais do Município da Horta. Vila Nova de Famalicão: Oficinas Gráficas Minerva.
- 1943 — A ilha do Faial. Lisboa: Sociedade Industrial de Tipografia.
- 1952 — "Goularts: monografia histórico-genealógica", Boletim do Instituto Histórico da Ilha Terceira, 10: 167-203.
- 1956 — "Judeus na ilha do Faial", Boletim do Núcleo Cultural da Horta, 1, 1: 5-14.
- 1957 — O teatro na ilha do Faial. Lisboa: edição do autor.
- 1957 — "Vocabulário regional das Ilhas do Faial e Pico", Boletim do Núcleo Cultural da Horta, 1, 2: 107-141.
- 1958 — "Ermida do Pilar", Boletim do Núcleo Cultural da Horta, 1, 3: 217-224.
- 1959 — "Ermida de S. Lourenço", Boletim do Núcleo Cultural da Horta, 2, 1: 3-22.
- 1989 — Almas cativas e poemas dispersos, de Roberto de Mesquita. Lisboa: Ática (com prefácio de Jacinto do Prado Coelho; comentários de Marcelino Lima; fixação do texto, recolha de dispersos e notas de Pedro da Silveira).